# Caso Grupo Mexicano de Desarrollo, S.A. contra Alliance Bond Fund, Inc.
El caso Grupo Mexicano de Desarrollo, S.A. contra Alliance Bond Fund, Inc., 527 US 308 (1999), comúnmente llamado  caso Grupo Mexicano, fue un caso de la Corte Suprema de los Estados Unidos en el que la Corte anuló — por considerar que iba más allá de los recursos equitativos autorizados por el Congreso — una medida cautelar utilizada para congelar los activos de los acusados en espera de una sentencia final.
La Corte Suprema declaró que los recursos equitativos autorizados por la Ley Judicial de 1789 se limitan a los recursos que estaban disponibles en los tribunales de equidad en ese momento, en particular del lord canciller en el Tribunal de Cancillería inglés. Como el Congreso no había creado un nuevo remedio para congelar activos, y como tradicionalmente no se podía recurrir a una orden judicial de ese tipo en el Tribunal de Cancillería, la Corte Suprema determinó que no estaba disponible en los tribunales estadounidenses.
Los jueces disidentes coincidieron en que este tipo de medida cautelar no estaba tradicionalmente disponible en 1789, pero argumentaron que los recursos equitativos pueden evolucionar con nuevas circunstancias y que la facilidad moderna de transferencia internacional de activos justificaba este novedoso uso de una medida cautelar.

## Antecedentes

### Antecedentes legales
La cuestión principal era si los tribunales federales de Estados Unidos tenían autoridad para emitir un tipo de orden, conocida en los países de la Mancomunidad de Naciones como mandato Mareva (o, en lenguaje más sencillo, orden de congelamiento), que prohíbe a un acusado en un caso civil transferir activos que probablemente sean necesarios para pagar una sentencia final posterior. Este tipo de medida cautelar se originó en el Tribunal de Apelaciones inglés en el caso de 1975 de Mareva Compania Naviera S.A. v. International Bulkcarriers S.A., que se había apartado de la práctica anterior de denegar medidas cautelares de congelamiento de activos.
En Estados Unidos, el embargo preventivo ha cumplido desde hace mucho tiempo una función similar. Una orden de embargo permite a un tribunal confiscar la propiedad de un acusado antes del juicio. Tal como se utilizaba originalmente en Inglaterra, el embargo se limitaba a obligar al acusado a comparecer ante el tribunal. En los Estados Unidos, sin embargo, la propiedad se confisca para su uso posterior con el fin de satisfacer una sentencia final. Por lo tanto, la decisión en el caso Mareva surgió de una laguna percibida en el derecho inglés, mientras que el embargo ya había llenado en gran medida esa laguna en el derecho estadounidense.
Sin embargo, las medidas cautelares de congelamiento y las de embargo no tienen idénticos efectos. Debido a que las órdenes judiciales actúan sobre personas y no sobre propiedades, una orden judicial Mareva puede prohibir a un acusado transferir activos independientemente de dónde se encuentren dichos activos. El tribunal debe tener jurisdicción sobre el acusado y no necesariamente sobre su propiedad. En cambio, la ley de embargo de Nueva York sólo permitía la confiscación de bienes ubicados en el estado.

### Antecedentes fácticos
En 1994, el Grupo Mexicano de Desarrollo (GMD), una empresa dedicada a la construcción de obras públicas en México y América Latina, obtuvo préstamos por 250 millones de dólares de inversionistas institucionales. En ese momento, GMD invirtió fuertemente en un programa de carreteras de peaje del gobierno mexicano. El contrato de préstamo incluía una cláusula que requería que GMD otorgara a los préstamos el mismo trato que a su otra deuda no garantizada. También incluía una cláusula de selección de foro que permitía presentar reclamaciones por incumplimiento de contrato en Nueva York.
Las inversiones en autopistas de peaje resultaron mucho menos rentables de lo esperado. En 1997, GMD corría el riesgo de no poder pagar sus deudas. No realizó los pagos de intereses requeridos por el contrato de préstamo y reportó un patrimonio neto negativo de $214 millones. Al reestructurar su deuda, GMD había estado dando prioridad a sus acreedores en México, incluido el gobierno mexicano y los ex empleados de GMD.

### Tribunal de distrito
Alliance Bond Fund, Inc., un grupo de inversores a los que se les debían 75,8 millones de dólares de los 250 millones de dólares del préstamo, demandó a GMD por incumplimiento de contrato y solicitó una indemnización por daños y perjuicios de 80,9 millones de dólares por el capital acelerado más los intereses. Alliance también solicitó una orden de restricción temporal y una medida cautelar que prohibiera a GMD ceder algunos de sus activos (llamados «bonos de peaje») a otros acreedores hasta que hubiera una sentencia definitiva en el caso.
Alliance presentó el caso en el Distrito Sur de Nueva York, el tribunal del distrito federal en Manhattan. Dado que la disputa era contra un acusado extranjero, los tribunales federales tenían jurisdicción sobre la materia basándose en la diversidad de ciudadanía.
Alliance y GMD coincidieron en que la ley de Nueva York no permitía una medida cautelar de congelamiento de activos como la que solicitaba Alliance. En cambio, Alliance argumentó que una orden judicial era adecuada según las Reglas Federales de Procedimiento Civil.
El juez de distrito, John S. Martin Jr., concedió la orden de restricción temporal el mismo día en que se presentó el caso. El 23 de diciembre, después de un par de audiencias, el juez Martin concedió una orden judicial preliminar, encontrando que Alliance «casi con toda seguridad tendría éxito en sus reclamos por incumplimiento de contrato contra GMD» y que «sin la orden judicial se enfrentaban a un daño irreparable ya que la situación financiera de GMD y la disipación de activos frustrarían cualquier sentencia obtenida». También ordenó a Alliance que pagara una fianza de 50 000 dólares para obtener la orden judicial.
El 17 de abril de 1998, el juez Martin dictó sentencia sumaria a favor de Alliance, concediendo 82,5 millones de dólares en daños y perjuicios. También emitió una orden a GMD para transferir o asignar los pagarés de la autopista de peaje a Alliance (conocida como la «orden de entrega») y convirtió la medida cautelar en una permanente, que finalizaría después de que dichos pagarés hubieran sido entregados a Alliance.
GMD no impugnó la sentencia monetaria. Sin embargo, apeló la medida cautelar por ir más allá de la medida cautelar federal permitida y apeló la orden de entrega por no estar autorizada por la ley de Nueva York.

### Tribunal de apelación
La medida cautelar fue confirmada por unanimidad por un panel del Tribunal de Apelaciones de los Estados Unidos para el Segundo Circuito. El juez Joseph M. McLaughlin redactó la opinión del panel, junto con Pierre N. Leval y Milton Pollack (juez de distrito del Distrito Sur de Nueva York en funciones por designación).

### Informe de la Corte Suprema
El procurador general, Seth P. Waxman, presentó un escrito amicus curiae para los Estados Unidos en apoyo de los demandados. Los Estados Unidos argumentaron que la medida cautelar apelada era análoga al remedio equitativo tradicional de la letra de acreedor. Reconoció que tradicionalmente la letra de un acreedor no estaba disponible para éste sin una sentencia final, pero dijo que podría aplicarse una excepción, sin señalar ninguna excepción aplicable. Más bien, dijo que «cualquier debate [histórico] de ese tipo es árido».
Se presentaron otros dos escritos amicus curiae. La República Dominicana argumentó que la decisión del Segundo Circuito interfería en la soberanía de otros países sobre la propiedad dentro de su jurisdicción. La Asociación de la Industria de Valores y la Asociación de Comerciantes de Mercados Emergentes argumentaron que la cortesía con países extranjeros es una cuestión que un tribunal debe considerar al decidir si conceder una orden judicial, pero no limita el poder del tribunal.

## Opinión de la Corte

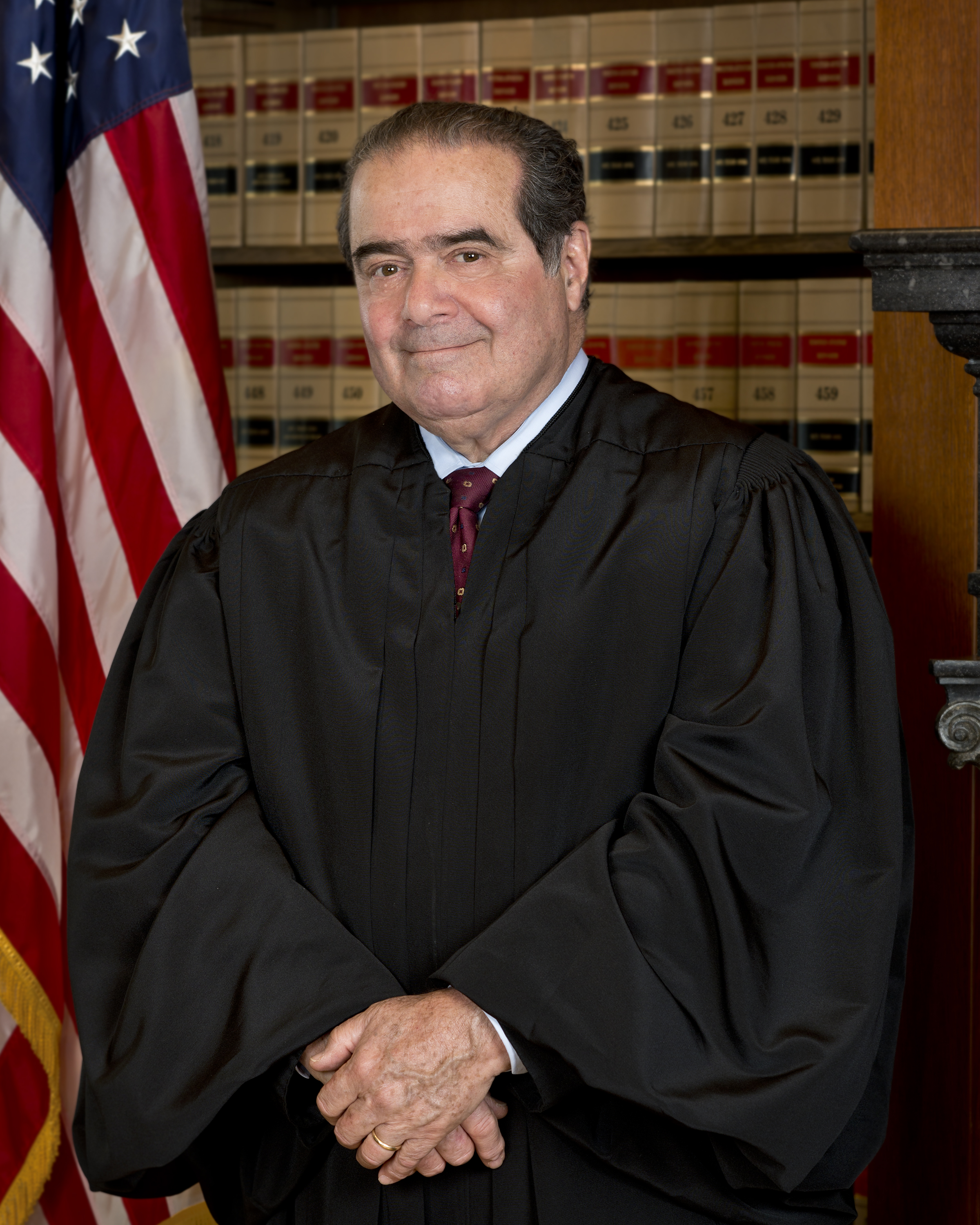
El juez Antonin Scalia escribió la opinión de la Corte Suprema.

El juez Scalia emitió la opinión mayoritaria. En la parte I, expuso los hechos del caso. En la parte II, a la que se adhirieron los nueve jueces, concluyó que el caso no era discutible.

En la parte III, la mayoría concluyó que el tribunal de distrito no tenía autoridad para emitir la orden preliminar impugnada. La mayoría indicó que la concesión de jurisdicción de equidad de la Ley Judicial de 1789 estaba limitada por los límites de equidad tal como se practicaban en esa época en el Tribunal de Cancillería inglés. La mayoría rechazó el argumento del gobierno de los Estados Unidos en su escrito amicus curiae de que la medida cautelar era análoga a la acción equitativa para la emisión de una factura de un acreedor, ya que esta generalmente sólo estaba disponible después de una sentencia final. Rechazó la opinión disidente de que la equidad era lo suficientemente flexible como para conceder una orden preliminar de congelamiento de activos que anteriormente no había estado disponible:
No cuestionamos la proposición de que la equidad es flexible; pero en el sistema federal, al menos, esa flexibilidad está confinada dentro de los amplios límites del alivio equitativo tradicional. Conceder un tipo de reparación que nunca antes ha estado disponible –y especialmente (como en este caso) un tipo de reparación que ha sido específicamente rechazada por precedentes judiciales de larga data– es invocar una «regla por defecto», [...] no de flexibilidad sino de omnipotencia.
En la parte IV, la mayoría señaló algunos argumentos de política a favor y en contra de los mandatos Mareva, pero se negó a tomar partido, diciendo que debería dejarse que el Congreso lo considere.

Para finalizar, la mayoría citó un extracto del tratado sobre equidad del juez Joseph Story, que a su vez citaba la famosa crítica a la equidad del jurista inglés John Selden:
«Si, de hecho, un Tribunal de Equidad en Inglaterra poseyera la jurisdicción ilimitada, que se le ha atribuido generalmente, de corregir, controlar, moderar e incluso superceder la ley, y de hacer cumplir todos los derechos, así como las caridades, que surgen del derecho natural y la justicia, y de liberarse de toda consideración a reglas y precedentes anteriores, sería el más gigantesco en su influencia, y el instrumento más formidable de poder arbitrario, que bien podría concebirse. [...] Un Tribunal de Cancillería bien podría entonces merecer la enérgica reprimenda de Seldon: 'Para la ley tenemos una medida, y sabemos en qué confiar - La equidad es según la conciencia de aquel, es decir, el Canciller; y como ésta es más grande o más estrecha, así es la equidad. 'Todo es uno, como si debieran hacer del pie del Canciller el estándar para la medida. ¿Qué medida tan incierta sería ésta? Un Canciller tiene un pie largo; otro un pie corto; un tercero un pie alto. «Lo mismo ocurre con la conciencia del Canciller». 1 Commentaries on Equity Jurisprudence § 19, at 21.
Y finalizó diciendo: «Dado que históricamente tal remedio no estaba disponible en un tribunal de equidad, sostenemos que el Tribunal de Distrito no tenía autoridad para emitir una orden preliminar que impidiera a los peticionarios disponer de sus activos en espera de la adjudicación del reclamo contractual de los demandados por daños monetarios».

## Disenso en parte

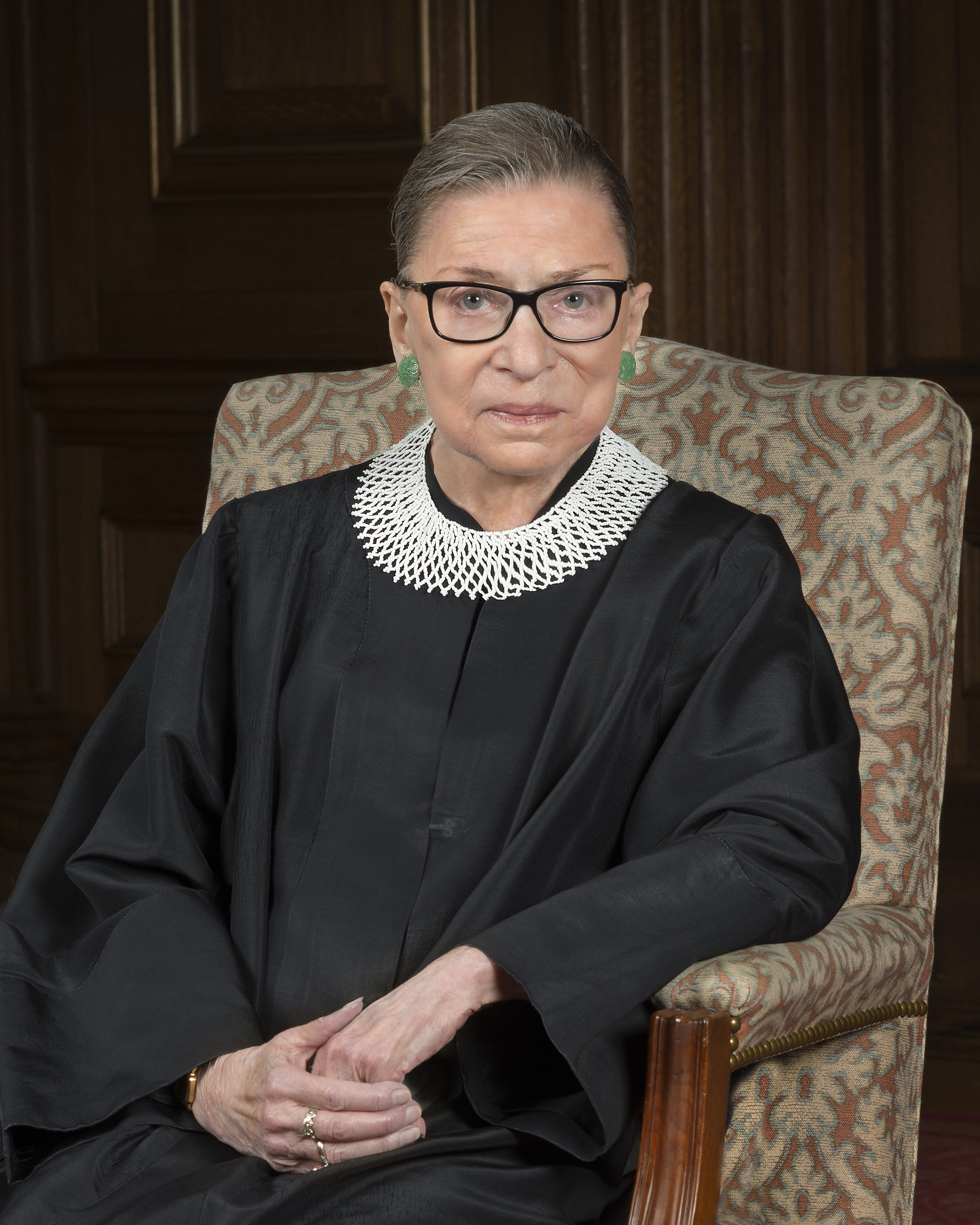
La jueza Ruth Bader Ginsburg escribió para cuatro jueces, concurriendo en parte y disintiendo en parte.

La jueza Ruth Bader Ginsburg escribió la opinión disidente, a la que se sumaron los jueces Stevens, Souter y Breyer. Coincidieron únicamente en la parte de la opinión mayoritaria que sostenía que el caso no era discutible.
A Ginsburg le preocupaba que la prueba basada en la tradición de la mayoría en Grupo Mexicano pudiera reducir los recursos constitucionales que se ampliaron en el siglo XX.

Ginsburg emitió un voto disidente oral, uno de los 19 casos en los que lo hizo durante su tiempo en la Corte Suprema. En su disidencia escribió:
En mi opinión, la Corte se basa en una concepción injustificadamente estática de la jurisdicción de equidad. Desde el principio, hemos definido el alcance de la equidad federal en relación con los principios de equidad existentes en el momento de la separación de este país de Inglaterra [...]; nunca hemos limitado la jurisdicción de la equidad federal a las prácticas y recursos específicos del Canciller prerrevolucionario.

## Desarrollos posteriores
Grupo Mexicano fue la primera de una serie de decisiones de la Corte Suprema que volvieron a enfatizar las distinciones entre recursos legales y equitativos. Se adoptó una prueba originalista para determinar cuándo está disponible la medida cautelar. Por primera vez, el tribunal rechazó un recurso equitativo sobre la base de que no había estado disponible en Inglaterra en la época en que se fundaron los Estados Unidos.
Algunos académicos criticaron a la mayoría por su visión estrecha del papel judicial en los recursos.</ref> Los tribunales inferiores, como el Primer y el Noveno Circuito, han interpretado la decisión en Grupo Mexicano de manera restrictiva para evitar implicaciones más amplias en materia de recursos en otras áreas.
En 2012, la Comisión de Derecho Uniforme propuso una Ley Uniforme de Órdenes de Congelamiento de Activos, rebautizada en 2014 como Ley Uniforme de Órdenes de Preservación de Activos, como solución a la falta de medidas cautelares Mareva en los Estados Unidos. La American Bar Association respaldó la propuesta en 2013. Sin embargo, hasta 2018, ningún estado había promulgado el estatuto propuesto.